# Samnorska
Samnorska var en tänkt, framtida norsk språkform som skulle vara en blandning av nynorska och bokmål. Den så kallade närmandepolitiken (tilnærmingspolitikken) hade som mål att avskaffa skillnaderna mellan bokmål och nynorska på längre sikt. Bland annat sågs det som opraktisk att ha samma språk uttryckt i skrift på två konkurrerande sätt. Samnorsktanken dominerade norsk språkpolitik under stora delar av 1900-talet. På grund av starkt motstånd, både från riksmålshåll och nynorskhåll, har de styrande och Språkrådet de senaste tio åren gått ifrån närmandepolitiken. 
2002 gavs samnorska officiellt upp, då Stortinget bestämde att upphäva § 1b i Lag om Norsk språkråd. Där stod det att Språkrådet «ska följa utvecklingen av norskt skriftspråk och talspråk och med denna grundlag främja samarbete i användningen och normaliseringen av våra två målformer och stödja utvecklingstendenser som på längre sikt för målformerna närmare varandra». I bokmålsreformen 2005 blev en rad närmandeformer strukna ur bokmålsrättstavningen och flera traditionella former (riksmålsformer) intagna, samtidigt som skillnaden mellan huvudformer och sidoformer upphävdes.
Ordet samnorska användes särskilt mycket 1950 i «radikala» eller «folkliga» varianter av bokmålet efter 1938 års rättsskrivning. Ordet användes nedsättande av riksmålsfolk då de ansåg att bokmålet blev vulgärt och ofint.